# Francesco Coniglio (editore)
Francesco Coniglio (Genova, 6 aprile 1957 – Roma, 6 luglio 2023) è stato un editore e curatore editoriale italiano.

## Biografia
Nel 1977, con altri appassionati di cinema, dà vita a Roma all’Officina Filmclub. L’anno successivo, con Silvano Caroti e Luca Raffaelli, fonda la fanzine sui fumetti L’Urlo, alla cui redazione si uniscono presto Luigi Bruno e Luca Boschi. Sempre nel 1978 è tra i promotori dell’I.S.I.G.I. (Istituto per lo Studio e l’Informazione sulla Grafica e l’Immagine) e del Laboratorio del Fumetto di Roma, una delle prime scuole fumettistiche nate in Italia. Fra il 1979 e il 1984 collabora con la Cooperativa Massenzio, con il quotidiano romano Paese Sera e con la Rai.
Nel 1984 crea l’agenzia On Mollo M, tramite la quale svolge l’attività di service per varie case editrici, prevalentemente del settore fumettistico. Tra il 1986 e il 1992 fonda altre sigle editoriali, curando sia pubblicazioni cartacee sia prodotti audiovisivi destinati al consumo casalingo, con speciale riguardo per il segmento del cinema hard: Just in Time, Imagine, Rocco Siffredi Production, Rabbit Home Video e Preziosa.
Nel 1989 fonda a Roma, con il fumettista Silver, la casa editrice ACME, che sarà operativa fino al 1995 pubblicando varie testate da edicola fra cui Lupo Alberto, Cattivik, Splatter, Mostri e Torpedo.
Nel 1991 crea la casa editrice Blue Press, con cui pubblica volumi a fumetti e il mensile Blue, interamente dedicato all’approfondimento della sessualità umana e alla proposta di opere a fumetti di argomento erotico. Di Blue escono in tutto 200 numeri (l’ultimo è datato dicembre 2009) e sulle sue pagine appaiono lavori di artisti come Milo Manara, Paolo Eleuteri Serpieri, Massimo Rotundo, Filippo Scozzari, Massimo Mattioli, Roberto Baldazzini, Giovanna Casotto, Laura Scarpa e Gipi. Tra gli articolisti più attivi della rivista figurano Luciano Spadanuda, Diego Coniglio, Susanna Schimperna, Giuseppe Pollicelli, Antonio Veneziani e Giuseppe Peruzzo.
Nel 1996 fonda assieme ad Alberto Castelvecchi la casa editrice Castelvecchi Editoria & Comunicazione, che lancia autori come Aldo Nove, Isabella Santacroce e il collettivo Luther Blisset.
Nel 1998 è fra i promotori di due ulteriori sigle editoriali: Macchia Nera, con cui pubblica tra l’altro Lupo Alberto, I Simpson e Strangers in Paradise, e Mare Nero, che - oltre a subentrare all’ormai defunta Blue Press nella realizzazione di Blue - edita il mensile X Comics, la rivista inguineMAH!gazine, e titoli di fumettisti come Riccardo Mannelli, Franco Saudelli, Carlos Trillo, Georges Wolinski e Ralf König. Molto ampio è pure il catalogo di Mare Nero incentrato sulla saggistica, con una particolare attenzione per le tematiche legate al sesso.
Nel 2002 è la volta di Coniglio Editore, il cui catalogo conta - oltre a svariati volumi a fumetti - decine di titoli di narrativa, poesia e saggistica, con un deciso occhio di riguardo per la musica leggera italiana, argomento su cui Coniglio, nella sua carriera, ha pubblicato complessivamente oltre 200 opere. Tra i libri più importanti usciti per Coniglio Editore si ricordano infatti C’era una volta la RCA. Conversazioni con Lilli Greco di Maurizio Becker (2007, vincitore del Premio Siae come miglior libro di saggistica sulla musica italiana nel 2008.), Lucio Battisti. Discografia mondiale di Michele Neri (2010) e Le ragazze dei capelloni di Franco Brizi (2010), tutti lavori caratterizzati da una rigorosa cura della parte testuale e da un apparato iconografico. Con Coniglio Editore fonda nel 2008 la rivista musicale  Musica Leggera.
Terminata nel 2012 l’esperienza di Coniglio Editore, svolge per due anni la mansione di consulente strategico per la casa editrice Lit di Roma, proprietaria di marchi come Castelvecchi, Elliot e Arcana.
A partire dal 2014 è consulente editoriale per l’editore milanese Sprea, per conto del quale si occupa di riviste come Classic Rock, Prog, Vinile, Sogno, Anime Cult e Heavy Metal. Nel febbraio 2023 annuncia la riapertura della Coniglio editore.
Muore il 6 luglio 2023 a Roma.

## Opere
- Mario Chiavarelli e Francesco Coniglio, Flash Gordon. Biopsia di un personaggio, Comics Library, Roma 1977.
- Francesco Coniglio e Antonio Veneziani, Metti un tigre nel motore! L'immaginario pop degli anni 60/70, Coniglio Editore, 2008, ISBN 978-88-6063-155-8